# Polynoncus haafi
Polynoncus haafi är en skalbaggsart som beskrevs av Patricia Vaurie 1962. Polynoncus haafi ingår i släktet Polynoncus och familjen knotbaggar. Inga underarter finns listade i Catalogue of Life.